# Kolbermoor
Kolbermoor är en stad i Landkreis Rosenheim i Regierungsbezirk Oberbayern i förbundslandet Bayern i Tyskland.  Folkmängden uppgår till cirka 19 000 invånare.

## Personligheter
Personer från Kolbermoor:
- Paul Breitner
- Bastian Schweinsteiger